# Jardín Botánico de Conejo Valley
El Jardín Botánico de Conejo Valley (en inglés: Conejo Valley Botanic Garden) es un jardín botánico de 33 acres (134,000 m²) de extensión que se encuentra en Thousand Oaks, California. 

## Localización
Se encuentra situado en el "Conejo Valley" 39 millas al oeste de Los Ángeles.
The Conejo Valley Botanic Garden PO Box 1382, Thousand Oaks, Condado de Ventura, CA 91358 California, United States of America-Estados Unidos de América
Planos y vistas satelitales.34°11′31.31″N 118°53′12.84″O / 34.1920306, -118.8869000
Se encuentra abierto en las horas de luz del día.

## Colecciones
El jardín botánico alberga en su mayor parte especies nativas de California.
- Plantas nativas
- Son de destacar su colección de Salvias, con unas 60 especies de las cuales al menos 10 son endémicas de California.
- Árboles frutales con 130 árboles de 40 especies, procedentes de 35 países diferentes.
- Plantas agua conservadoras de California, del Mediterráneo, y de Australia.
- Huerto
- Hierbas silvestres
- Jardín del desierto
- Jardín dedicado a los niños donde se muestra la naturaleza como una aventura.

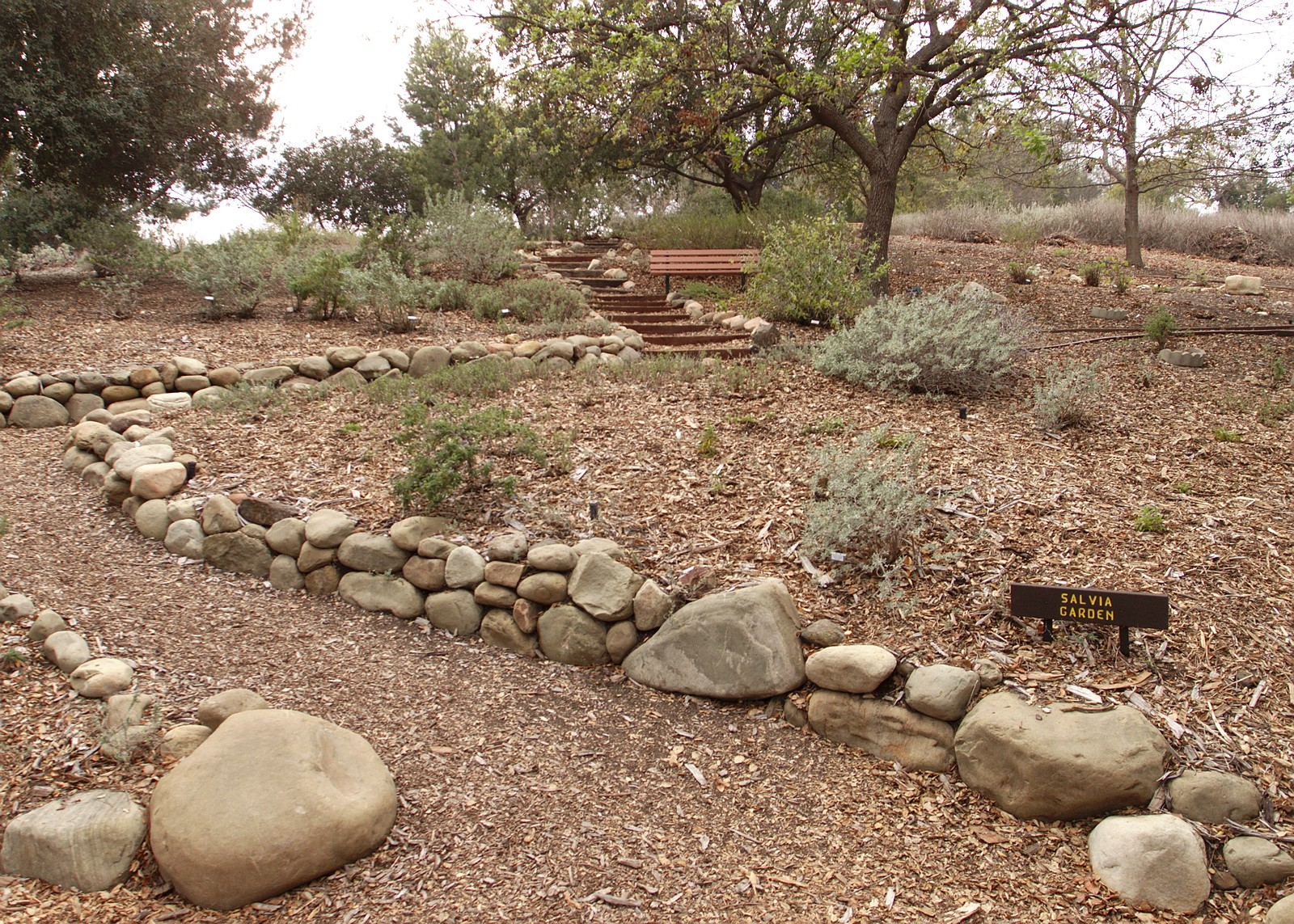
El jardín de salvias en el Conejo Valley Botanic Garden.

## Actividades
El interés del jardín botánico es animar al público a que se sienta implicado en el disfrute, la conservación, la preservación, y la protección de los recursos naturales. 
El jardín botánico está cuidado por voluntarios. Se subvenciona con donativos.